# Brug 890
Brug 890 is een kunstwerk in Amsterdam-Noord.
Deze voetbrug is gelegen over de Oostertocht en vormt de verbinding tussen de woonwijk Tuindorp Oostzaan met een groenstrook/plantsoen ook wel Oostertocht Park genaamd. Ze landt aan de noordkant op de Kometensingel en ligt in het verlengde van de Algolstraat.
Ook de andere bruggen over de Oostertocht (Brug 440, brug 889, brug 891, brug 892) zijn rond 1970 gebouwd. Deze bruggen zijn ontworpen door Sier van Rhijn voor de Dienst der Publieke Werken.. Van Rhijn ontwierp toen een reeks bruggen in Amsterdam-Noord. Deze genoemde vijf kregen alle hetzelfde uiterlijk; een betonnen overspanning, T-vormige betonnen borstweringen, betonnen landhoofden en een metalen balustrade. De meeste genoemde bruggen hebben last van graffiti.

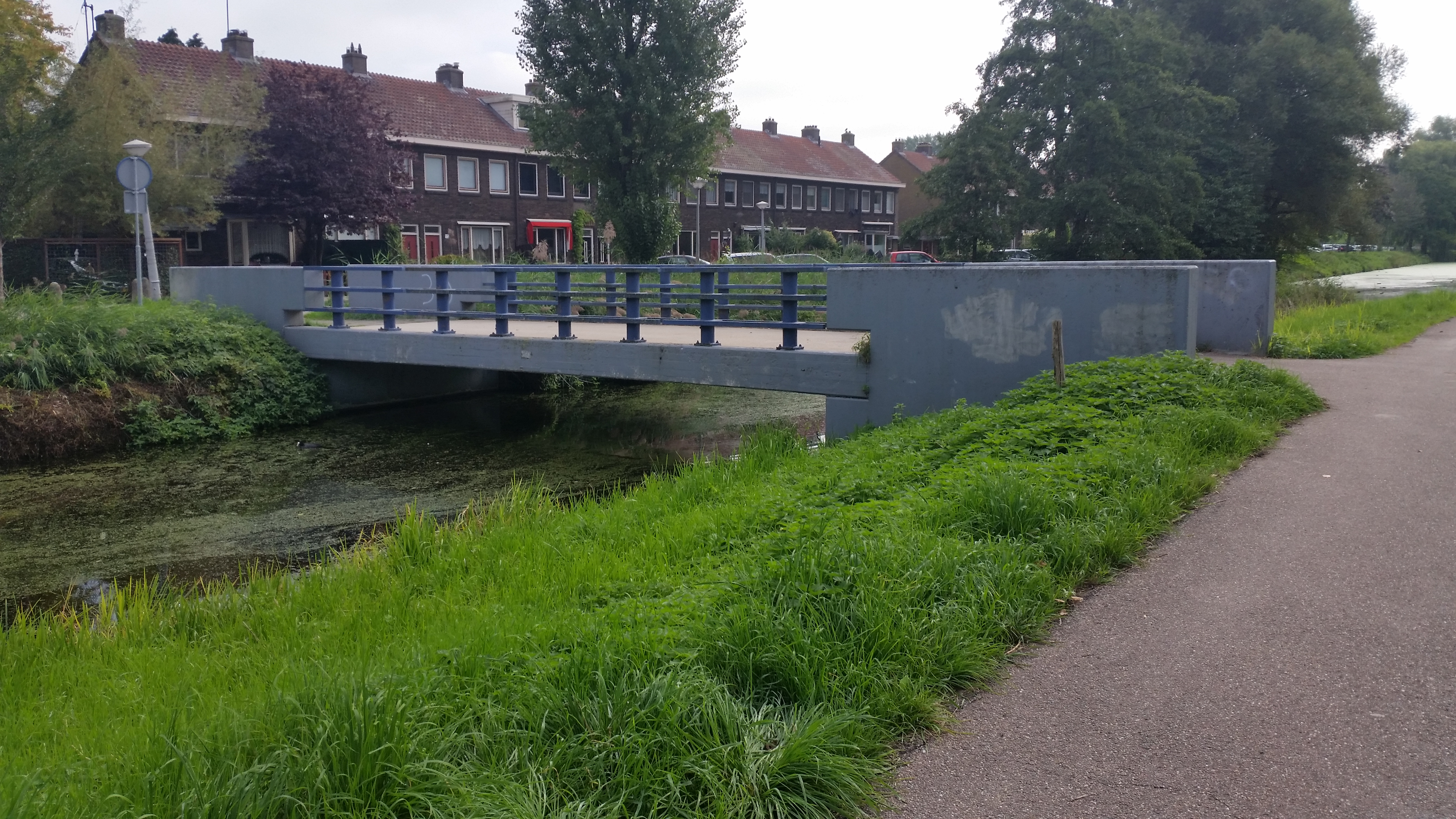
Brug 890, zijaanzicht (september 2018)

<<< · 801 · 802 · 803 · 804 · 805 · 808 · 811 · 812 · 813 · 814 · 815 · 816 · 817 · 818 · 819 · 820 · 821 · 822 · 823 · 824 · 825 · 826 · 827 · 828 · 829 · 830 · 831 · 832 · 833 · 834 · 835 · 836 · 837 · 838 · 839 · 840 · 841 · 842 · 844 · 845 · 846 · 848 · 849 · 850 ·  854 · 856 · 857 · 858 · 859 · 860 · 863 · 864 · 865 · 866 · 867 · 868 · 869 · 870 · 871 · 872 · 873 · 875 · 876 · 877 · 889 · 890 · 891 · 892 · 893 · 895 · 896 · 897 · 898 · 899 · >>>
Brugnummers 800, 806, 807, 809, 810, 843 (gesloopt, Uilenstede, Amstelveen), 847 (Uilenstede, Amstelveen) , 851 (gesloopt, Dirk Sterenberg), 852 (gesloopt, Dirk Sterenberg), 853 (gesloopt, Dirk Sterenberg), 855, 861, 862, 874, 878, 879, 880, 881, 882, 883, 884, 885, 886, 887, 888, 894 zijn niet (meer) vergeven.